# Distretto di Szentendre
Il distretto di Szentendre (in ungherese Szentendrei járás) è un distretto dell'Ungheria, situato nella provincia di Pest.